# EtherCAT
EtherCAT Ethernet for Control of Automation Technology, en español: "Ethernet para el Control de Tecnología de Automatización") es un protocolo informático de código abierto y alto rendimiento creado y desarrollado por Beckhoff Automation. Pretende utilizar protocolos de Ethernet en un entorno industrial. El principio funcional, procesando en marcha, hace EtherCAT el sistema más rápido actualmente disponible. Los medios de EtherCAT encajan bien para los ambientes industriales o de control puesto que puede ser accionado con o sin interruptores. EtherCAT es un estándar abierto que se ha publicado como especificación del IEC basada en entrada del grupo de la tecnología de EtherCAT.

## Característica
La tecnología EtherCAT supera las limitaciones de sistemas de otras soluciones de Ethernet: El paquete Ethernet ya no es recibido y entonces interpretado y copiado en cada conexión. En lugar de ello, el marco Ethernet se procesa sobre la marcha: el recién desarrollado FMMU (campo unidad de gestión de memoria) en cada nodo esclavo lee los datos que ha recibido, mientras que el telegrama pasa a través de él (hacia el siguiente dispositivo). Del manera similar, los datos de entrada se añaden al telegrama "al vuelo", mientras éste está pasando a través. Los telegramas tienen sólo un retraso de unos nanosegundos.

## Protocolo
El protocolo EtherCAT utiliza una asignación oficial Ether-type dentro del marco Ethernet. El uso de este Ether-type permite el transporte de datos de control directamente en el marco de Ethernet sin la redefinición del marco Ethernet
estándar. El marco puede consistir en varios sub-telegramas, cada una un área de memoria del proceso lógico que las imágenes pueden ser de hasta 4 gigabytes de tamaño. El direccionamiento de los terminales Ethernet pueden estar en cualquier orden porque la secuencia de datos es independiente del orden físico. Broadcast, Multicast y la comunicación entre los esclavos son posibles.
La transferencia directa en el marco Ethernet se utiliza en los casos en que los componentes EtherCAT operan en la misma subred que el controlador maestro y donde el software de control tiene acceso directo al controlador Ethernet. Sin embargo, EtherCAT no se limita a aplicaciones de sistemas de control: EtherCAT los paquetes UDP EtherCAT en protocolo UDP / IP datagramas. Esto permite a cualquier unidad de control Ethernet direccionarse a los sistemas de EtherCAT. Incluso la comunicación a través de routers en otras subredes es posible. En esta variante, el rendimiento del sistema, obviamente, depende del tiempo real las características del control y su implementación del protocolo Ethernet.
Los tiempos de respuesta de la propia red EtherCAT son apenas restringido a todos: El datagrama UDP sólo tiene que
ser desempaquetado en la primera estación.

## Rendimiento
Gracias a FMMU en los nodos esclavos y al acceso DMA de la tarjeta de red Maestra el protocolo completo de procesamiento se lleva a cabo dentro de hardware y de esta manera, independiente del tiempo de ejecución de las pilas de protocolo, el rendimiento del procesador o el software de implementación.
El tiempo de actualización para 1000 I / Os distribuidas está a 30 μ s. . Hasta 1486 bytes de proceso de datos pueden ser intercambiados con un único marco Ethernet - esto es equivalente a casi 12000 entradas y salidas digitales. La transferencia de esta cantidad de datos es sólo de 300 μ s.
La comunicación con 100 ejes servo es sólo de 100 μs. Durante este tiempo, todos los ejes están siempre con los valores establecidos y los datos de control e informar acerca de sus posición actual y su estado. La técnica del reloj de distribución permite a los ejes ser sincronizado con una desviación significativa de menos de 1 microsegundo.
El extremadamente alto rendimiento de la tecnología EtherCAT permite el control de conceptos que no pueden realizarse con los sistemas de bus de campo clásico. Con EtherCAT, la tecnología de la comunicación está disponible que coincida con la superior capacidad de cálculo de los modernos ordenadores industriales. El sistema de bus ya no es el "cuello de botella" del concepto de control. I / Os distribuidas se registran más rápido que con la mayoría de interfaces locales de I / O.

## Topología
Línea, árbol o estrella: EtherCAT soporta casi cualquier topología. La estructura de las líneas de bus conocidas también esté disponible para Ethernet. Se puede utilizar el cable estándar y flexible de transferencia de las señales, opcionalmente, a modo de Ethernet (100Base-TX) o por E-bus (LVDS) señal de la representación. De fibra óptica de plástico (FOP) se pueden utilizar en aplicaciones especiales. El ancho de banda completo de la red Ethernet - como diferentes de fibra óptica y cables de cobre - se puede utilizar en combinación con interruptores o convertidores de medios de comunicación.
Fast Ethernet o E-bus puede ser seleccionada en función de la distancia. El Fast Ethernet física permite una longitud de cable de 100 metros entre dispositivos, mientras que la línea de E-bus está destinado a distancias de hasta 10m. El tamaño de la red es casi ilimitada ya que se pueden conectar hasta 65535 dispositivos.
La tecnología EtherCAT es plenamente compatible con Ethernet y verdaderamente abierta. El protocolo Ethernet tolera otros servicios basados en protocolos y en la misma red física - por lo general, incluso con un mínimo de pérdida de rendimiento. No hay restricciones.
- Datos: Q144985